# Troickoje

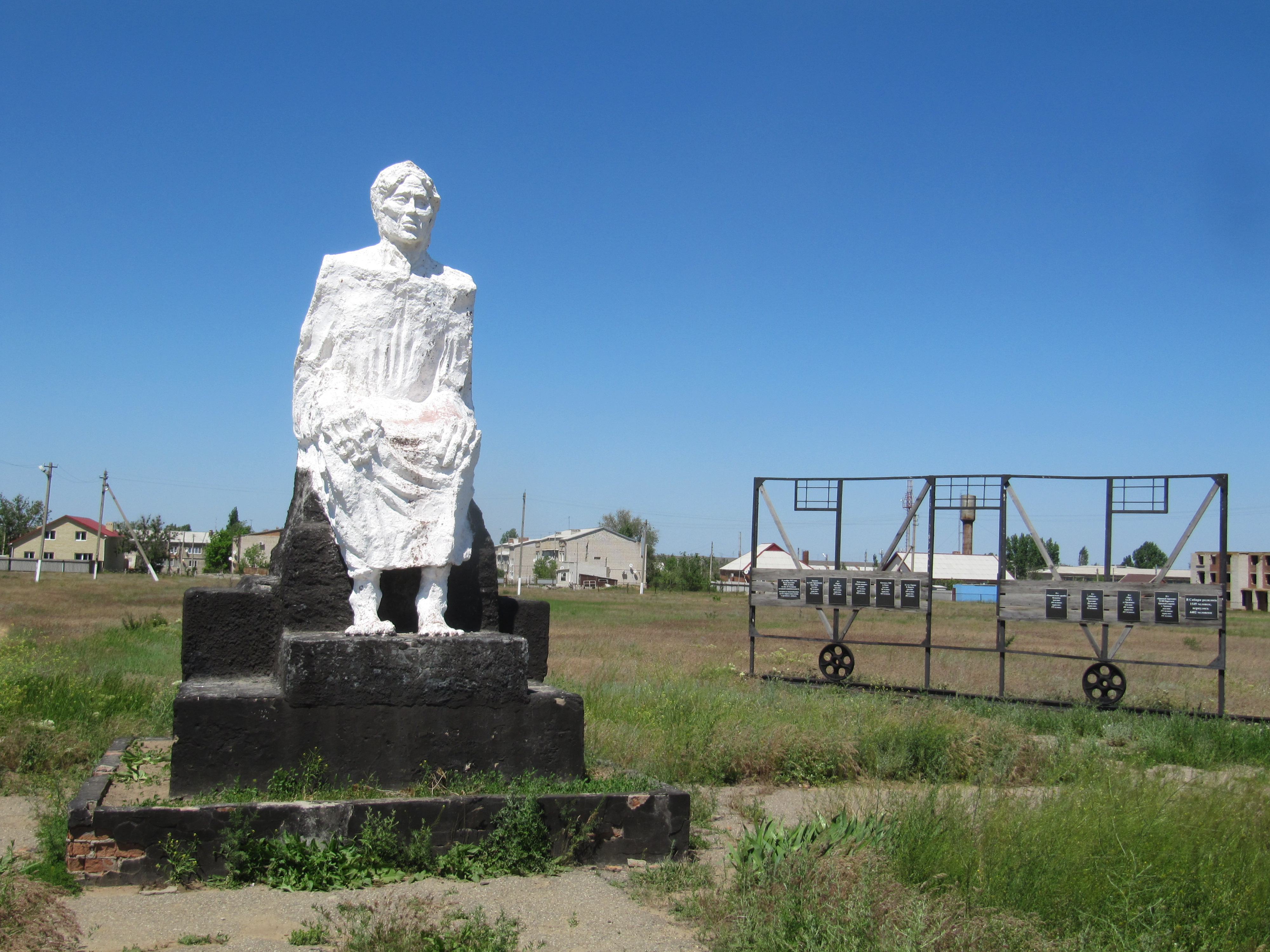

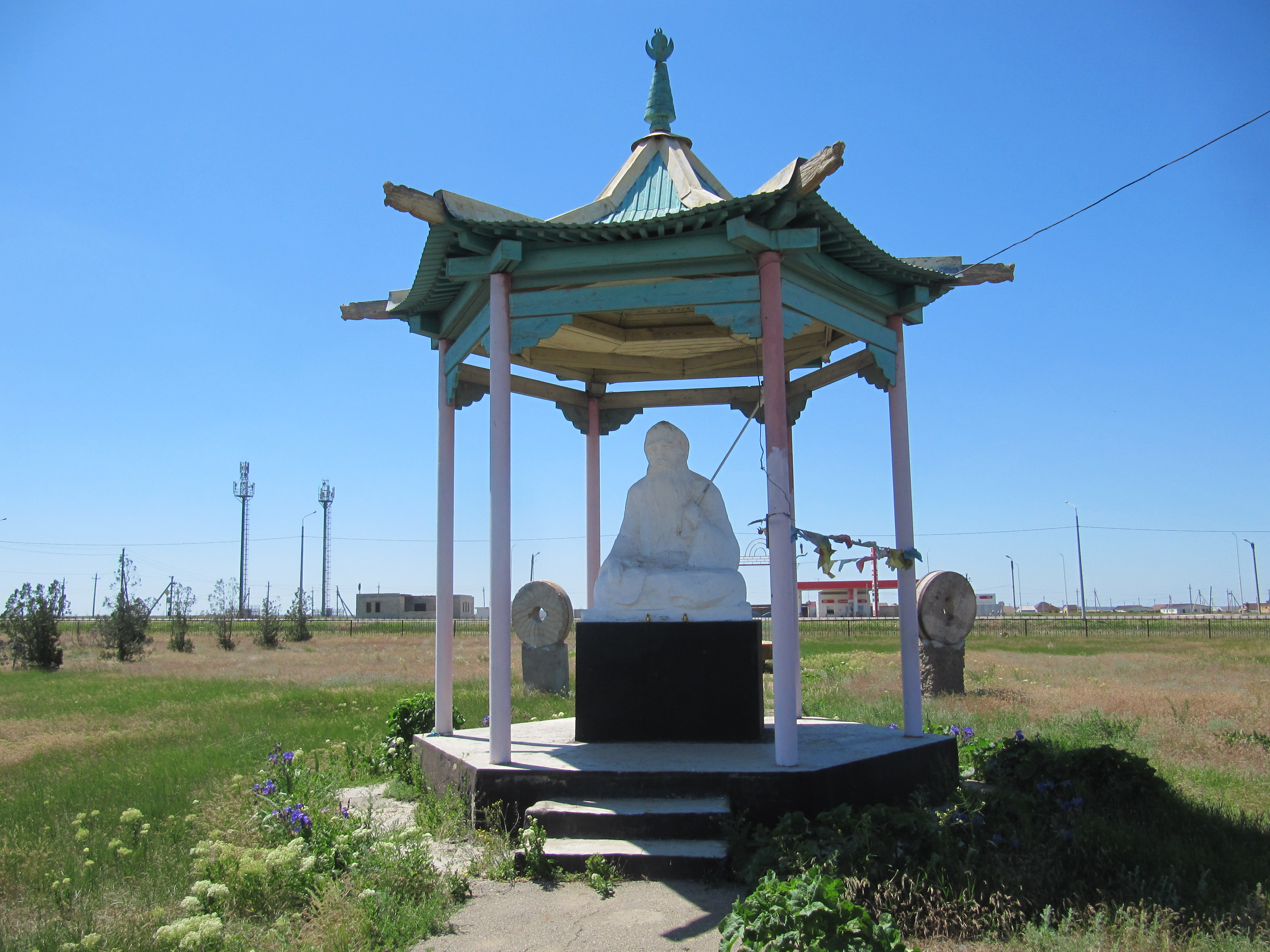

Troickoje (ros. Троицкое, kałm. Булһн селән) – osiedle typu miejskiego w południowej Rosji, na terenie wchodzącej w skład tego państwa Republiki Kałmucji, w południowo-wschodnim skrawku kontynentu europejskiego.
Miejscowość liczy 10,3 tys. mieszkańców (2002 r.).